# Tsukushi Hirokado
Tsukushi Hirokado est un nom japonais traditionnel ; le nom de famille (ou le nom d'école), Tsukushi, précède donc le prénom (ou le nom d'artiste).
Tsukushi Hirokado (筑紫 広門, 1548-22 mai 1615) est le deuxième fils de Tsukushi Korekado et seigneur de guerre de Chikuzen. Au cours de l'année 1567, Hirokado est défait par un officier du clan Ōtomo nommé Takahashi Jōun. Il se rend également à Ryūzōji Takanobu en 1572. Quand ce dernier envahit Kyūshū en 1587, Hirokado rejoint les forces de Toyotomi Hideyoshi.
En récompense de son adhésion à Toyotomi, Hirokado est entièrement restauré dans son domaine de Chikuzen. Il sert ensuite sous Kobayakawa Takakage au cours de la campagne de Corée. Au cours de la bataille de Sekigahara, Hirokado rejoint les forces occidentales et combat au château d'Ōtsu. Il est ensuite privé de son domaine mais devient un obligé honoré parmi les semblables de Katō Kiyomasa.

## Source de la traduction
- (en) Cet article est partiellement ou en totalité issu de l’article de Wikipédia en anglais intitulé « Tsukushi Hirokado » (voir la liste des auteurs).